# Greifswald
Greifswald (německá výslovnost: IPA: [ˈɡʁaɪ̯fsˌvalt],  poslech) je historické německé hanzovní město v Meklenbursku-Předním Pomořansku s asi 60 tisíci obyvateli. Na zdejší univerzitě, založené roku 1456, studuje přes 12 tisíc studentů. V blízkosti města jsou zříceniny kláštera a přírodní rezervace Eldena a jaderná elektrárna Greifswald, uzavřená roku 1990.

## Poloha
Greifswald leží v ploché, nízko položené krajině blízko ústí řeky Ryck do Baltského moře, zhruba uprostřed mezi ostrovy Rujana a Usedom.

## Dějiny
Greifswald vznikl jako osada blízkého kláštera Eldena, který zde provozoval těžbu mořské soli odpařováním, a roku 1250 získal od pomořanského hraběte Wartislava III. městská práva. Brzy nato se stal svobodným přístavem, postavil hradby i hlavní městský kostel sv. Mikuláše (1263) a roku 1278 se poprvé připomíná jako člen Hanzy. Roku 1456 byla založena univerzita a roku 1531 přišla do města reformace. Za třicetileté války město velmi utrpělo: 1626 je dobyl a vyplenil Albrecht z Valdštejna, ve městě řádil mor a roku 1631 je dobyl švédský král Gustav Adolf II. Švédové potom městu vládli až do roku 1815, město však trpělo válkami a teprve 1747 se podařilo po sto letech obnovit provoz univerzity. Od roku 1815 patřil Greifswald s celým Pomořanskem Prusku a od roku 1863 má železniční spojení. V roce 1856 a 1927 došlo k dalšímu rozšíření univerzity, která se stala centrem městského života. Za války zde byl velký zajatecký tábor. V roce 1945 se město bez boje vzdalo Rudé armádě, jedním z vyjednávačů o předání města byl Rudof Petershagen. Proto nebyl Greifswald zničen leteckými nálety jako sousední města Anklam a Demmin.  V poválečném období NDR historická část města silně chátrala a asi polovina byla stržena a nahrazena panelovou výstavbou. Po roce 1990 došlo k rozsáhlé obnově náměstí a jeho okolí.

## Doprava a hospodářství
Greifswald leží na železniční trati Berlín – Stralsund a začíná zde trať, která vede přes ostrov Usedom do polského Svinoústí. Město má přístav a okolo města prochází dálnice A 20. Chráněná část Baltského moře mezi ostrovy Rujana a Usedom (Greifswalder Bodden) je oblíbena jachtaři a výroba jachet a plachetnic je – vedle univerzity – největším zaměstnavatelem ve městě. Greifswaldské muzeum provádí také restaurování historických lodí.

## Školství a kultura
Univerzita E. M. Arndta, původně hlavně teologické učiliště, má dnes přes 12 tisíc studentů (čtyřikrát víc než roku 1991) a řadu vědeckých ústavů, zaměřených hlavně na moderní technologie a lékařství. Greifswald má stálé divadlo, muzeum s galerií zdejšího rodáka, romantického malíře C. D. Friedricha a koná se zde řada festivalů.

## Pamětihodnosti
- Hlavní náměstí s řadou historických domů je dnes opět chlouba města.
- Dóm sv. Mikuláše z roku 1263 je cihlová gotická stavba s barokním zařízením.
- Gotický kostel P. Marie je z roku 1260 a kostel sv. Jakuba z roku 1280.
- Malebné zříceniny středověkého kláštera Eldena leží blízko mořského břehu asi 7 km východně od města.

## Významné osobnosti
- Ulrich von Hutten (1488–1523), humanista, šlechtický průkopník reformace
- Ernst Moritz Arndt (1769–1860), německý publicista a básník
- Caspar David Friedrich (1774–1840), německý malíř a kreslíř
- Friedrich Ludwig Jahn (1778–1852), německý (pruský) pedagog a vlastenec, průkopník moderního tělocviku
- Otto von Bismarck (1815–1898), budovatel sjednoceného Německa, premiér Pruska a první německý kancléř
- Theodor Billroth (1829–1894), německý chirurg
- Ulrich von Wilamowitz-Moellendorff (1848–1931), německý klasický filolog, editor a předseda Pruské akademie věd
- Bernhard von Bülow (1849–1929), německý kancléř
- Johannes Stark (1874–1957), německý fyzik, držitel Nobelovy ceny za fyziku (1919)
- Gerhard Domagk (1895–1964), německý lékař, držitel Nobelovy ceny za fyziologii a lékařství (1939)
- Rudolf Petershagen (1901–1969), čestný občan města (1955)
- Ernst Mayr (1904–2005), německo-americký biolog a teoretik evoluce
- Toni Kroos (* 1990), německý fotbalista

## Partnerská města
- Angers, Francie, 1994
- College Station, Texas, USA, 1995
- Goleniów, Polsko, 1986
- Hamar, Norsko, 1997
- Kotka, Finsko, 1959
- Kristianstad, Švédsko, 1998
- Lund, Švédsko, 1990
- Newport News, Virginie, USA, 2007
- Osnabrück, Německo, 1988
- Štětín, Polsko, 1996

## Fotogalerie

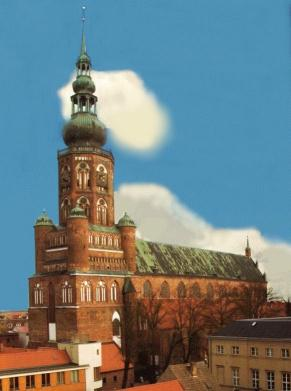
Dóm
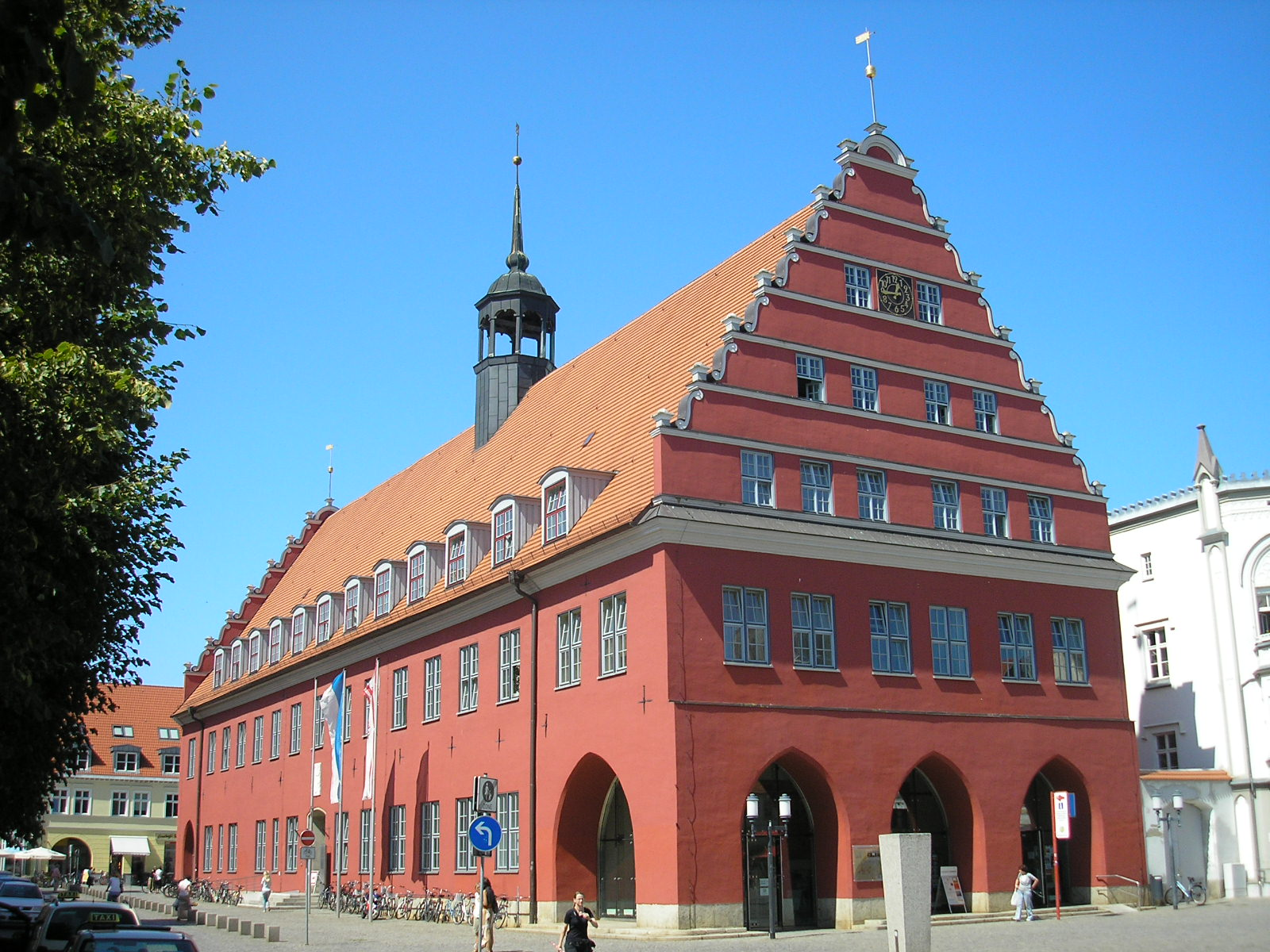
Radnice
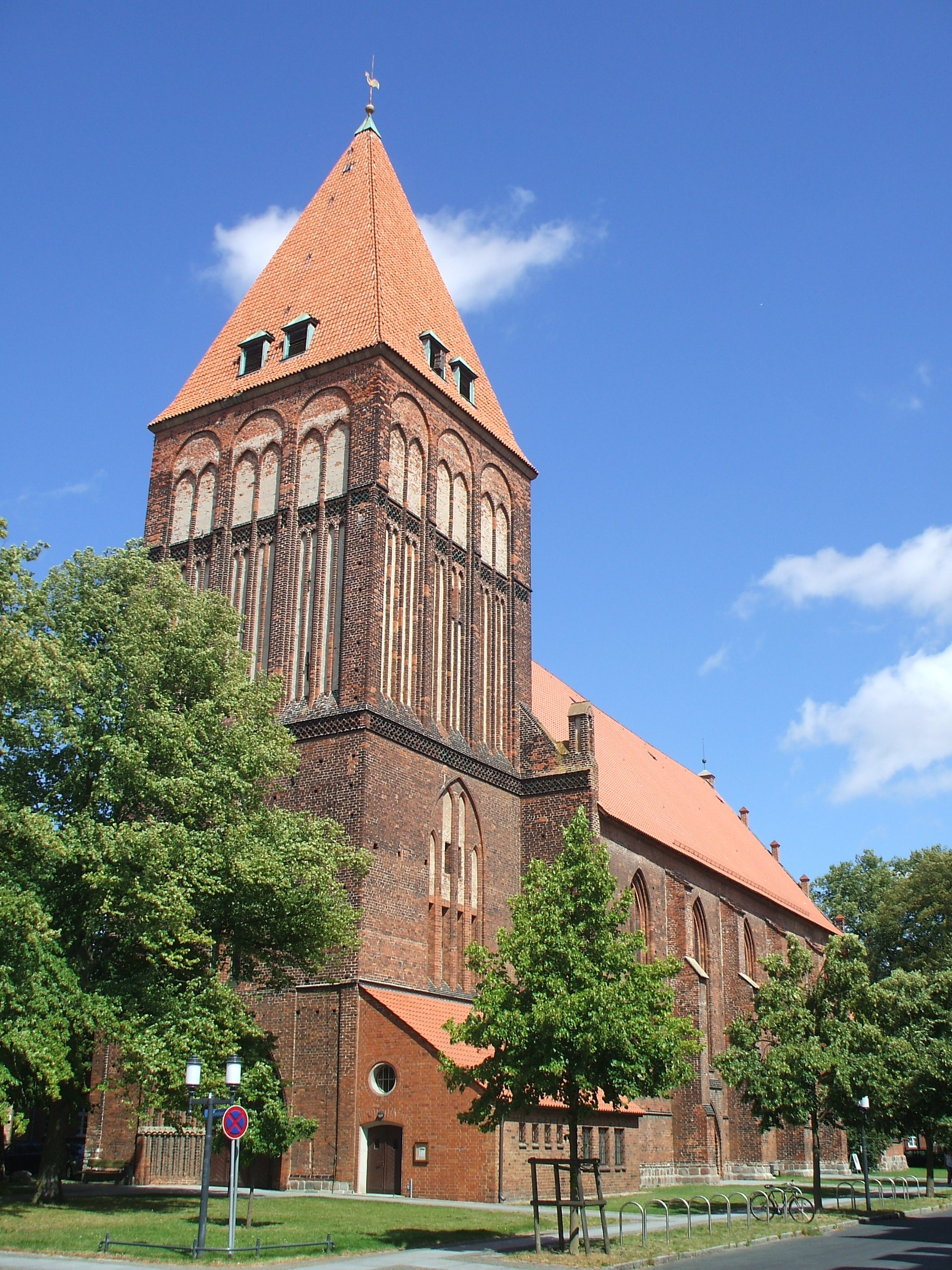
Kostel Sv. Jakuba
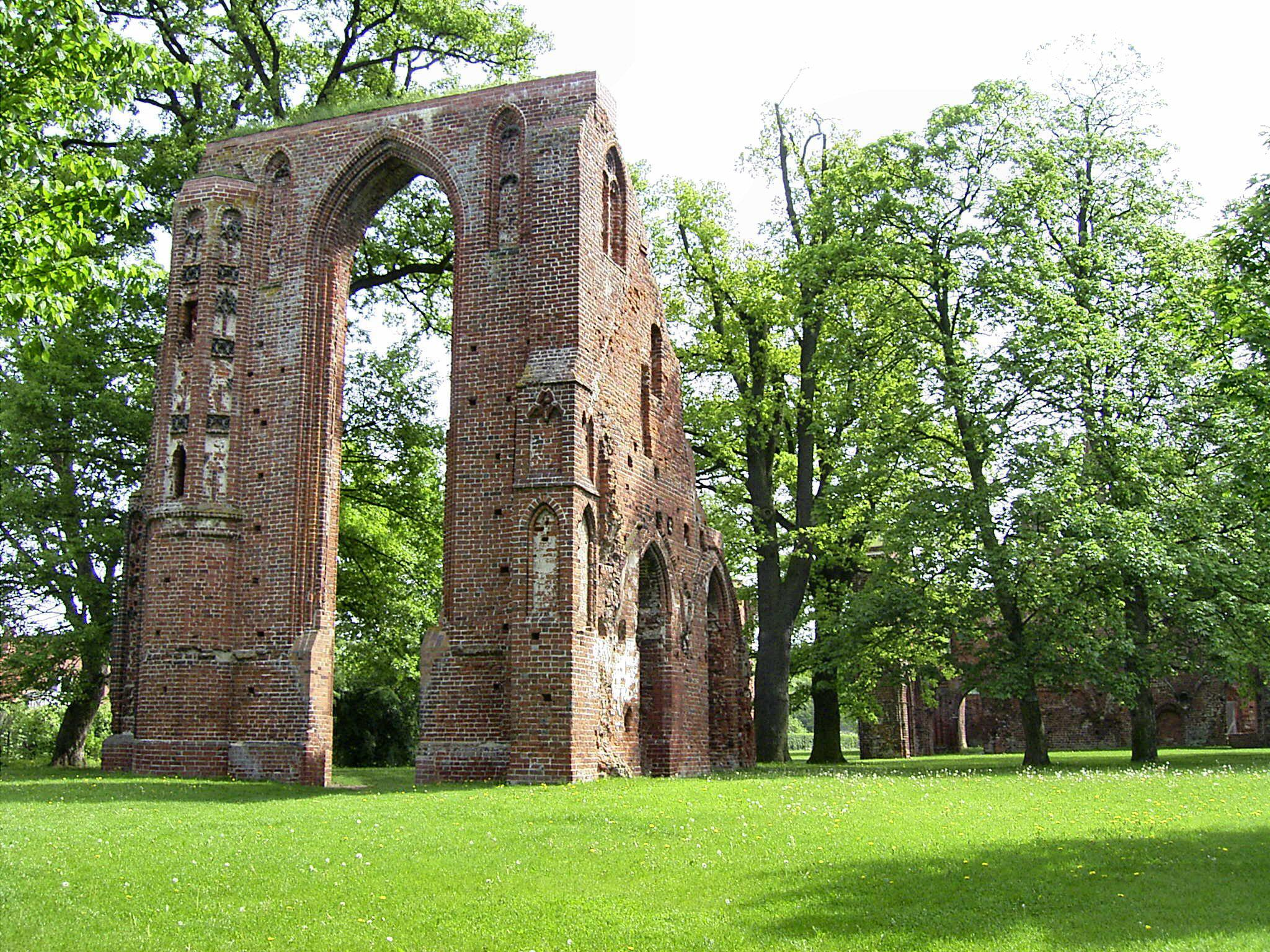
Zříceniny kláštera Eldena